# Waterwingebied Sint Jansteen
Het Waterwingebied Sint Jansteen of de Waterwinbossen is een groot waterwingebied en natuurgebied nabij de plaatsen Heikant, Sint Jansteen, Kapellebrug, Clinge en Hulst.
Dit gebied, dat 450 ha groot is, is eigendom van waterbedrijf Evides, maar wordt sedert 2009 beheerd door de stichting Het Zeeuwse Landschap.
Het gebied is grotendeels gelegen op de overgang van holoceen polderland naar pleistoceen dekzand.

## Situatie
Het gebied bestaat uit een drietal onderdelen:
- De Clingse Bossen, nabij Clinge, geplant als productiebos, maar met ook een aantal oude beuken en eiken;
- De Schommeling in de Sint Jansteenpolder ten zuiden van Sint Jansteen, is een kleinschalig gebied met lanen en kleine weiden, die vroeger als rootakker gebruikt werden ten behoeve van de vlasverwerking;
- De Wilde Landen, nabij Heikant, een gebied van weilanden en boomweiden die met populieren beplant zijn. Er zijn enkele plassen die permanent zoet water bevatten.

Sinds 2020 worden deze gebieden aan elkaar geknoopt als de 'Waterwinbossen'. 
Het beheer van het gebied is gericht op een meer afwisselend landschap. De verruiging werd bestreden.

## Nabijgelegen natuurgebieden
Aansluitend in zuidelijke richting vindt men in België nog het Stropersbos, gelegen ten zuiden van De Klinge. Naar het noorden toe vindt men het gebied Bebossing Hulst en in oostelijke richting de Clingepolder en De Weelkens.

## Recreatie
Het gebied wordt relatief druk bezocht, daar het een van de weinige bosgebieden in de omgeving is. In het bos zijn wandelpaden en in het veld worden wandelpaden ingericht.

## Waterwinning
Het water dat Evides uit het Waterwingebied Sint Jansteen onttrekt, wordt als industriewater geleverd aan chemiebedrijf Yara Sluiskil. In noodgevallen is het water ook beschikbaar als drinkwater voor Zeeuws-Vlaanderen, of als industriewater voor de productielocatie van chemieconcern BASF in Antwerpen.